# 德国电信
德国电信股份公司（德語：Deutsche Telekom AG，FWB：DTE）簡稱德國電信，總部坐落于波恩，按收入计算是欧洲第一大电信公司。德国电信向个人、企业和经销商提供固定网络（VDSL、DSL和FTTH）和移动网络（5G、4G、3G、2G）接入，此外还提供其他IT服务。
德国电信2023年度位列福布斯全球企业排行榜41名。截至2018年，德国电信在全球拥有216,000名雇员。
截至2020年4月，德國聯邦政府直接持有14.5％的股份，另外透过德國復興信貸銀行间接持有17.4％的股份，剩余的68.1%的股份为自由流通股。

## 历史
德国电信历史需要追溯至成立于二战后1947年的德國聯邦郵政 (Deutsche Bundespost)。德国联邦邮政是德国联邦政府邮政管理局，是原德国邮政 ( Reichspost)的西德继承者，也是西德主要的电话公司。1989 年 7 月 1 日，作为邮局改革的一部分，德国联邦邮政分为三个实体：德国电信、德国邮政、和德国邮政银行。1995 年 1 月 1 日，作为另一项改革的一部分，三个实体分别更名为股份公司并于1996年进行私有化，德国联邦邮政电信公司更名为德国电信股份公司（AG）。
德国电信在1995年私有化之前垄断了德国的互联网服务提供商(ISP)市场，私有化之后也一直在市场中占主导地位。 作为最早的德国电信企业，德国电信曾几乎控制了德国个人和小型企业的所有互联网访问，直到21世纪初期相关情况才有所改变。
德国电信现已成为全德国最重要的无线电发射运营商。原德意志民主共和國所有重要的无线发射台现归德国电信所有。
2015年2月5日 英國電信斥資125億英鎊（190.46億美元）（約1478億港元）以現金及股票各佔一半的方式收購法國電信Orange與德國電信聯營英國最大移動網路運營商EE (電信公司)，完成收購後德國電訊將獲得英國電訊約12%的股權，並有權任命一名董事會成員，而法國的Orange將獲得英國電訊4%的股權。
2018年4月30日，T-Mobile美国再次公布預計以0.10256股T-Mobile股票兌換一股Sprint股票，每股價值6.62美元，斥資265億美元併購同業Sprint，雙方合併之後，新公司將沿用T-Mobile品牌名稱，並且由德國電信持有42%股權，Softbank則將持有其中27%股權，用戶人數則將合併達1.3億名。

## 標誌歷史

1989-1991
1991-1995
2007-2013
2013-2022
2022–

## 股票发行
在1995年1月1日公司成立时，该公司股票是不上市交易的。直到1996年11月18日才进入交易所。德国电信的股票被认为是一枝“大众股”，他意味着安全长期可靠的盈利。他带起了德国不常见的股市投资风潮。他由最初招股书中所认定的每股14，57上升到2000年3月6日的104，90每股，之后开始慢慢回落。
这起股市波动还引起了集团内部人事变动。最后在2002年11月15日Kai-Uwe Ricke成为了德国电信的新主席。

## 康采恩组成
至2004的业务划分

分公司所在

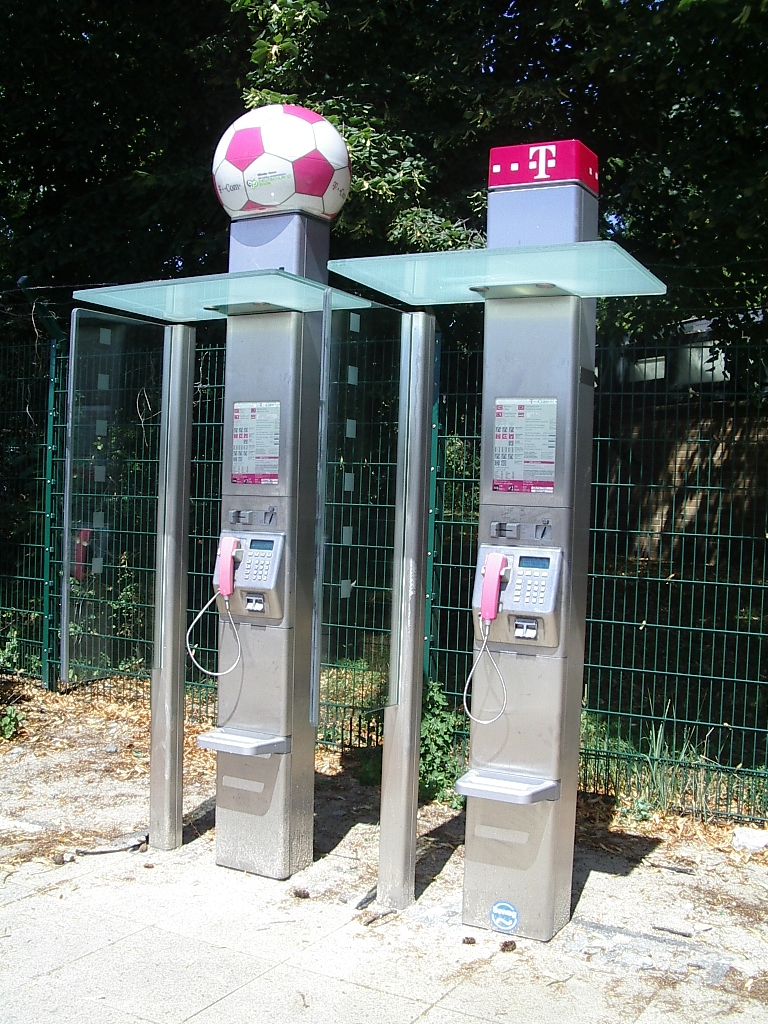
德国电信電話亭

德国电信到2004年底划分出4个主要的业务范围，每一部分都有自己独立的董事会和经营自主权：
- T-Com，固定电话业务。除了通过数字电话網（商标名: T-Net）和T-ISDN（ISDN）提供基本通话服务之外还有还有数字服务T-DSL（DSL）和DTAG-IPnet（基于光纤的高性能骨干互联网，参看IP电话）。

- T-Mobile移动电话业务。通过GSM网络, GPRS网络和UMTS网络提供移动电话语音和数据服务。

- T-Online互联网业务。T-Online作为ISP通过调制解调器, ISDN和DSL提供互联网接入。

- T-Systems，提供系统集成服务。T-Systems主要面向大用户和集团企业用户和大型项目实施。另外，他也有对应领域的研究和开发部门。

### 2005起
德国电信“四大支柱”在2005年初定出3个战略领域。这个"战越性新格局"到现在还是不很明朗。

## 著名设施
德国电信作为德国联邦邮政和东德邮政的法定继承法人，现在拥有很多著名的建筑设施:
电信塔/电视塔
下面的建筑是钢混或者钢架塔，部分还有开放的观光平台。
- 柏林电视塔
- （电信塔Berlin-Schäferberg）
- （不来梅电视塔）
- （Geyer）发射塔
- （Telemax），汉诺威
- （VW塔），汉诺威
- （Heinrich-Hertz-Turm），汉堡
- （Florianturm），多特蒙德
- （莱茵塔），杜塞尔多夫
- 电视塔（Bungsberg）, Eutin
- （基尔电视塔），基尔
- （Colonius），科隆
- （Brocken）发射塔
- （Kulpenberg电视塔）
- （德累斯顿电视塔）
- （Schwerin-Zippendorf电视塔）
- （欧罗巴电视塔），美茵河畔法兰克福
- （Nürnberg电视塔）
- （曼海姆电视塔）
- （Heubach）电视塔
- （明斯特电视塔）
- （斯图加特电视塔）
- （奥林匹亚塔），慕尼黑
- （Jakobsberg）电视塔，（Porta Westfalica）
- （Friedrich-Clemens-Gerke-Turm）, Cuxhaven
- （北黑森塔）, Schömberg
- Richtfunkturm,（Torfhaus）
- （太阳堡）发射塔-（Bleßberg）

Abgespannte Sendemasten für UKW, Richtfunk und TV
- 定向发射台柏林-（Frohnau）
- 定向发射台（Gartow）
- 调频和电视发射天线（Heidelstein）
- 调频和电视发射天线（Torfhaus）
- 调频和电视发射天线（Wesel）
- 调频和电视发射天线（Treplin）
- 调频和电视发射天线（Casekow）

长波和中波发射台
- 发射台（Donebach） (长波，节目：DLF）
- 发射台（Zehlendorf，长波，节目：DLR；中波，节目：Stimme Rußlands）
- 发射台（Aholming，长波，节目：DLF）
- 发射台（Nordkirchen，中波，节目：DLF）
- 发射台（Thurnau，中波，节目：DLF）
- 发射台（Ravensburg，中波，节目：DLF）
- 发射台（Cremlingen，中波，节目：DLF）
- 发射台（Neumünster，中波，节目：DLF）
- 发射台（Mainflingen，长波和中波）
- 发射台（Burg，长波和中波）
- 发射台（Wilsdruff，中波，节目：北德广播电台）
- 发射台（Wiederau，中波，节目：北德广播电台）
- 发射台（Wachenbrunn，中波，节目：北德广播电台和俄罗斯之声）
- 发射台（Wöbbelin，中波，在建）
- 发射台（Hirschlanden，中波，节目：AFN）
- 发射台（Reichenbach，中波，节目：北德广播电台）

短波发射台
- 发射台（Wertachtal）
- 发射台（Jülich）
- 发射台（Nauen）

Antennenmessplätze
- Antennenmessplatz（Brück）

Erdfunkstellen
- （Erdfunkstelle Raisting）
- （Erdfunkstelle Usingen）